# D2OL

Drug Design and Optimization Lab（D2OL）即药物设计优化实验室工作目标是寻找治疗炭疽、天花、埃博拉和非典型性肺炎（SARS）及其它一些潜在的极具破坏性的传染病的药物。该项目已经于2009年4月15日结束。

## 参阅
- 分布式计算